# Bill Rieflin
William "Bill" Rieflin (Seattle; 30 de septiembre de 1960-Ibidem; 24 de marzo de 2020) fue un músico estadounidense, más reconocido por haber sido baterista de la banda R.E.M.

## Biografía
Era conocido por ser baterista de R.E.M., aunque no formó parte de la formación oficial de la banda. Anteriormente trabajó con artistas como Ministry, Revolting Cocks, KMFDM, Pigface, Swans, Chris Connelly y Nine Inch Nails, entre otros. Vivió en Seattle y estuvo casado con la artista Francesca Sundsten. Fue uno de los fundadores de First World Music, un sello de música independiente. Para finales de 2013, Bill fue confirmado como parte de la 12° formación de la banda King Crimson, aunque no en su elemento principal.
Falleció a los 59 años el 24 de marzo de 2020 a causa de un cáncer que padecía.

## Bandas
- The Angels of Light
- The Bells
- Chainsuck
- KMFDM
- Robyn Hitchcock y The Venus 3
- Lard
- Ministry
- The Minus 5
- 1000 Homo DJs
- Pigface
- R.E.M.
- Revolting Cocks
- Swans
- Sweet 75
- The Slow Music Project

King Crimson

## Discografía como solista
- Birth of a Giant
- The Repercussions of Angelic Behavior, con Robert Fripp y Trey Gunn
- Largo, con Chris Connelly